# Laussonne
Laussonne är en kommun i departementet Haute-Loire i regionen Auvergne-Rhône-Alpes i centrala Frankrike. Kommunen ligger i kantonen Le Monastier-sur-Gazeille som tillhör arrondissementet Le Puy-en-Velay. År 2022 hade Laussonne 1 019 invånare.

## Befolkningsutveckling
Antalet invånare i kommunen Laussonne
| Referens: INSEE |